# Лига Справедливости: Война
Лига справедливости: Война (англ. Justice League: War) — американский анимационный фильм 2014 года, выпущенный сразу на видео и основанный на серии комиксов «Лига справедливости: Начало» (англ. Justice League: Origin) Джеффа Джонса и Джима Ли. Восемнадцатый анимационный фильм, входящий в серию оригинальных анимационных фильмов вселенной DC и первый из них, основанный на комиксах линейки «The New 52». Был выпущен в форматах DVD и Blu-ray.

## Сюжет
Могущественный Дарксайд и его многочисленная армия вторгаются на Землю. Группа супергероев, до этого незнакомых, объединяются в сплочённую команду, чтобы спасти родную планету. Зелёный Фонарь, Бэтмен, Супермен, Чудо-женщина, Киборг, Флэш и Шазам объединили свои силы в решающей борьбе за Землю.

## Роли озвучивали
- Шон Эстин — Шазам
  - Зак Каллисон — Билли Бэтсон
- Кристофер Горэм — Барри Аллен/Флэш
- Джастин Кёрк — Зелёный Фонарь / Хэл Джордан
- Кейт Бекинсэйл — Чудо-женщина
- Шемар Мур — Виктор Стоун / Киборг
- Джейсон О’Мара — Брюс Уэйн / Бэтмен
- Алан Тьюдик — Кларк Кент/Супермэн
- Стивен Блум — Дарксайд / Компьютер / Хозяин Океана
- Ди Брэдли Бейкер — парадемоны
- Кимберли Брукс — Дарла
- Роки Кэрролл — Силас Стоун
- Джордж Ньюберн — Стив Тревор[англ.]

## Саундтрек

### Список композиций
| Номер | Название трека                                |
| ----- | --------------------------------------------- |
| 01    | Justice League: War (Opening Titles)          |
| 02    | Green Lantern Meets The Parademon             |
| 03    | Rooftop Battle/Chase Through The City         |
| 04    | Underground Tunnels                           |
| 05    | Silas Updates Barry                           |
| 06    | Game Day                                      |
| 07    | Diana And The Angry Mob                       |
| 08    | Billy Meers Victor/Superman Makes an Entrance |
| 09    | Superfriend or Superfoe?/Enter Darkseid       |
| 10    | Parademons Break Through/Saving Victor        |
| 11    | Fighting The Parademons Horde                 |
| 12    | Billy Becomes Shazam                          |
| 13    | Darkseid’s Arrival                            |
| 14    | Batman Unmasked/Darkseid Homeworld            |
| 15    | The Heroes Join Forces                        |
| 16    | Off To Rescue Superman/Darkseid Battle        |
| 17    | The Battle Continues                          |
| 18    | Final Battle                                  |
| 19    | Saving The Day/Award Ceremony/End Titles      |

## Различия между фильмом и комиксом
- В фильме Аквамена заменяет Шазам.
- В комиксе ученые нашли Парадемона после боя с Суперменом, а в фильме Флэш приносит его им.
- В комиксе Аквамен ослепляет второй глаз Дарксайда своим трезубцем, после того как Чудо-женщина ослепляет первый. В фильме же Флэш вырывает второй глаз, используя лом.
- В комиксе Флэш предлагает называться «Super Seven», а в фильме это делает Шазам.
- В комиксе Флэш встречает Супермена, Бэтмена и Зелёного Фонаря. В фильме он встречает Бэтмена и Зелёного Фонаря и после этого помогает победить Парадемонов.